# Kor Royal Cup
Der Kor Royal Cup (offiziell thailändisch ฟุตบอลถ้วยพระราชทาน, RTGS Futbon Thuai Phraratchathan, „königlich verliehener Fußballpokal“; kurz ถ้วย ก Thuai Ko; ‚ก‘ (kor) ist der erste Buchstabe des thailändischen Alphabets, entspricht also „A-Pokal“) war die Trophäe der höchsten Thailändischen Fußballliga. Bis 1963 trug er den Namen Yai Cup (ถ้วยใหญ่ Thuai Yai, übersetzt „großer Pokal“).
Er wurde von der Football Association of Thailand begründet und zum ersten Mal im Jahre 1906 ausgespielt.
Erster Gewinner des Pokals war das Department of Performing Arts.
1996 ersetzte die neu gegründete Thailand Premier League den Kor Royal Cup. Die FAT setzte von da an Kor Royal Cup als Super Cup der Thailand Premier League ein. Dabei spielen der Meister gegen den zweitplatzierten der abgelaufenen Saison um den Cup.
Neben dem „großen“ oder „A-Pokal“ gibt es noch einen weiteren, königlich verliehenen Pokal, den Khǒr Royal Cup (thailändisch ถ้วยพระราชทาน ข, RTGS Thuai Phraratchathan Kho; ‚ข‘ (khǒr) ist der zweite Buchstabe des thailändischen Alphabets, entspricht also einem „B-Pokal“), ehemals Thuai Noi (ถ้วยน้อย, „kleiner Pokal“). Dieser wird von den Vereinen der dritten Liga ausgespielt.

## Meisterschaftsgeschichte

### Kor Royal Cup (1996 bis 2016)
Der Gewinner des Kor Royal Cup wird in nur einem Spiel ermittelt. Bis zur Wiedereinführung des Thai FA Cup im Jahr 2009, trafen der aktuelle Meister und der Zweitplatzierte der abgelaufenen Thailand Premier League Saison aufeinander. Seit 2009 der Meister und amtierende Pokalsieger.
| Saison | Gewinner          |
| ------ | ----------------- |
| 2007   | Ostospa M-150 FC  |
| 2008   | Chonburi FC       |
| 2009   | Chonburi FC       |
| 2010   | Muangthong United |
| 2011   | Chonburi FC       |
| 2012   | Chonburi FC       |
| 2013   | Buriram United    |
| 2014   | Buriram United    |
| 2015   | Buriram United    |
| 2016   | Buriram United    |

### Kor Royal Cup (1906–1995)
Bis 1995 war der Kor Royal Cup der Titel der höchsten Thailändischen Spielklasse.
| Saison | Meister                 |
| ------ | ----------------------- |
| 1995   | FC Thai Farmers Bank    |
| 1994   | FC Bangkok Bank         |
| 1993   | FC Thai Farmers Bank    |
| 1992   | FC Thai Farmers Bank    |
| 1991   | FC Thai Farmers Bank    |
| 1990   | Port Authority          |
| 1989   | FC Krung Thai Bank      |
| 1988   | FC Krung Thai Bank      |
| 1987   | FC Royal Thai Air Force |
| 1986   | FC Bangkok Bank         |
| 1985   | Port Authority          |
| 1984   | FC Bangkok Bank         |
| 1983   | FC Royal Thai Army      |
| 1982   | FC Raj Pracha           |
| 1981   | FC Bangkok Bank         |
| 1980   | FC Raj Pracha           |
| 1979   | Port Authority          |
| 1978   | Port Authority          |
| 1977   | FC Raj-Vithi            |
| 1976   | Port Authority          |
| 1975   | FC Raj-Vithi            |
| 1974   | Port Authority          |
| 1973   | FC Raj-Vithi            |
| 1972   | Port Authority          |

| Saison | Meister                                     |
| ------ | ------------------------------------------- |
| 1971   | FC Raj Pracha                               |
| 1970   | FC Raj Pracha                               |
| 1969   | FC Raj-Vithi                                |
| 1968   | Port Authority                              |
| 1967   | FC Bangkok Bank ‡ FC Royal Thai Air Force ‡ |
| 1966   | FC Bangkok Bank                             |
| 1965   | FC Royal Thai Police                        |
| 1964   | FC Bangkok Bank                             |
| 1963   | FC Royal Thai Air Force                     |
| 1962   | FC Royal Thai Air Force                     |
| 1961   | FC Royal Thai Air Force                     |
| 1960   | FC Royal Thai Air Force                     |
| 1959   | FC Royal Thai Air Force                     |
| 1958   | FC Royal Thai Air Force                     |
| 1957   | FC Royal Thai Air Force                     |
| 1956   | Hainan Association of Thailand              |
| 1955   | Chula-Alumni Association                    |
| 1954   | FC Hakka                                    |
| 1953   | FC Royal Thai Air Force                     |
| 1952   | FC Royal Thai Air Force                     |
| 1951   | Chai Sod                                    |
| 1950   | fand nicht statt                            |

| Saison    | Meister                       |
| --------- | ----------------------------- |
| 1949      | Assumption Academy            |
| 1948      | Bang Rak Academy              |
| 1932–1947 | fand nicht statt              |
| 1931      | Thailand Post                 |
| 1930      | Assumption Academy            |
| 1929      | Suan-Kulab-Wittayalai-Schule  |
| 1928      | Suan-Kulab-Wittayalai-Schule  |
| 1927      | Kong Dern Rot                 |
| 1926      | Kong Dern Rot                 |
| 1925      | fand nicht statt              |
| 1924      | Royal Thai Naval Academy      |
| 1923      | Royal Thai Naval Academy      |
| 1922      | Royal Military Academy        |
| 1921      | Royal Military Academy        |
| 1920      | Chulalongkorn University      |
| 1919      | Vajiravudh College            |
| 1918      | Vajiravudh College            |
| 1917      | Vajiravudh College            |
| 1907–1916 | fand nicht statt              |
| 1906      | Department of Performing Arts |

‡ Titel wurde geteilt